# Nghịch lý tiệm hớt tóc
Nghịch lý Tiệm cắt tóc được Lewis Carroll trình bày dưới dạng một bài tiểu luận dài ba trang, "A Logical Paradox", xuất hiện lần đầu trên tạp chí "Mind" tháng 7 năm 1894. Tên của nó bắt nguồn từ một câu chuyện ngắn "tượng trưng"  được Caroll sử dụng để minh họa nghịch lý ấy (mặc dù nó đã xuất hiện một cách trừu tượng nhiều lần trong các bài viết của ông ấy trước khi câu chuyện được phát hành). Carroll tin rằng nó minh họa "cái khó khăn trong việc sử dụng "Theory of Hypotheticals". Những nhà logic học hiện đại không xem nó như một nghịch lý mà chỉ đơn thuần là một lỗi logic.

## Nghịch lý
Câu chuyện có thể tóm tắt thế này: Joe và Jim đến tiệm cắt tóc. Có ba người thợ cắt tóc sống và làm việc tại đó - Allen, Brown và Carr - nhưng không phải tất cả họ luôn ở đó. Carr là một thợ cắt tóc lành nghề và Jim thích được anh ta cắt tóc cho. Jim biết cửa tiệm đang mở cửa, vì vậy ít nhất phải có một người đang ở đó. Jim cũng biết Allen là một người nhút nhát, cho nên anh này không bao giờ rời khỏi tiệm mà không có Brown đi cùng.
Joe nhấn mạnh rằng Carr chắc chắn phải ở trong tiệm và tuyên bố rằng mình có thể chứng minh được điều đó. Jim yêu cầu đưa ra chứng minh. Joe chứng minh như sau:
Giả sử rằng Carr đã đi ra ngoài. Nếu Carr không ở trong tiệm, thì nếu Allen cũng đi ra ngoài thì Brown phải ở lại trông tiệm. Tuy nhiên, chúng ta biết rằng khi Allen ra ngoài thì Brown cũng đi cùng. Vì vậy, nếu Carr đi ra ngoài thì cả hai khẳng định "nếu Allen ra ngoài thì Brown ở trong tiệm" và "nếu Allen ra ngoài thì Brown cũng ra ngoài" đều đúng.
Joe cho rằng nó dường như là nghịch lý, hai "giả thuyết" có vẻ "không tương thích" với nhau. Vì vậy, do mâu thuẫn đó, Carr phải ở trong tiệm.
Tuy nhiên, kết luận chính xác rút ra từ sự không tương thích của hai "giả thuyết" là những gì được đưa ra trong giả thuyết đó (rằng Allen đi ra ngoài) phải sai theo giả định là Carr đã ra ngoài. Do đó, theo logic chỉ đơn giản cho phép đi đến kết luận "Nếu Carr đi ra ngoài, thì Allen nhất thiết phải ở trong tiệm".